# Liste als Mann verkleideter weiblicher Militärpersonen
Diese Liste als Mann verkleideter weiblicher Militärpersonen enthält bekannte Frauen, die sich in den Zeiten und Kulturen, in denen die Kriegsführung als reine Männerdomäne galt, als Mann ausgaben und unter dieser Tarnung mit den Männern in den Krieg zogen.

## Legenden und Überlieferungen
| Name                                       | Alias     | Zeitraum                   | Militär, Anmerkungen                                                                                                   |
| ------------------------------------------ | --------- | -------------------------- | --- |
| Epipole, Tochter des Trachion von Karystos |           | um das 13./12. Jh. v. Chr. | angeblich griechisches Heer vor Troja, enttarnt durch Palamedes. Steinigung in Ilias überliefert                       |
| Hua Mulan                                  |           | 5. oder 6. Jahrhundert     | angeblich Nördliches Wei, Protagonistin einer Chinesischen Ballade                                                     |
| Theodora von Vasta                         | Theodoris | 12. Jh.                    | angeblich Byzantinisches Reich, heutiges Griechenland. Überlieferung zur Entstehung einer als Wunder verehrten Stätte. |

## Frühe Neuzeit
| Name               | Alias                                  | geb. | gest. | Militärdienst                                |
| ------------------ | -------------------------------------- | ---- | ----- | -------------------------------------------- |
| Catalina de Erauso | Francisco de Loyola/ Antonio de Erauso | 1592 | 1650  | Spanien; lebte Jahrzehnte unerkannt als Mann |
| Antónia Rodrigues  | António Rodrigues                      | 1580 |       | Portugiesischer Soldat unter Philipp II.     |

## 17. Jahrhundert
| Name                           | Alias                      | geb. | gest. | Militärdienst                                                                                         |
| ------------------------------ | -------------------------- | ---- | ----- | --- |
| Barbara Pieters Adriaens       | Wilhelm Adriaens           |      |       | 1628–1632 Niederländische Armee                                                                       |
| Christian Davies               | Kit Cavanagh               | 1667 | 1739  | 2nd Royal North British Dragoons, genannt „Mother Ross“                                               |
| Anne Chamberlyne               |                            | 1667 | 1691  | Matrose, 1690 siegreich im Kampf um Beachy Head                                                       |
| Willemtge Gerrits              |                            |      |       | 1659–1665 Niederländische Armee                                                                       |
| Jacoba Jacobs                  | Jacob Jacobs               |      |       | 1665 Niederländische Marine                                                                           |
| Anna Jans                      |                            |      |       | 1653–1655 Niederländische Armee                                                                       |
| Maritgen Jans                  | David van Gorkum           |      |       | 1628/29 Niederländische Marine                                                                        |
| Maria Ursula Lancastro y Abreu | Balthazar do Conto Cardoso | 1682 | 1730  | Angriff auf Amboina sowie Eroberung der Inseln Corjuem und Panelem; Gouverneur und Festungskommandeur |
| Adriana La Noy                 |                            |      |       | 1652–1653 Niederländische Marine, Matrose                                                             |
| Lisbetta Olsdotter             | Mats Ersson                |      | 1679  | Schwedischer Soldat, heiratete eine Frau                                                              |
| Johanna Pieters                |                            |      |       | 1652–1653 Niederländische Armee                                                                       |
| Maria Jacoba de Turenne        |                            |      |       | 1688 Niederländische Armee                                                                            |

## 18. Jahrhundert
| Name                                             | Alias                                              | geb.    | gest.               | Militärdienst |
| ------------------------------------------------ | -------------------------------------------------- | ------- | ------------------- | --- |
| Ulrika Eleonora Stålhammar                       | Vilhelm Edstedt                                    | 1683    | 1733                | 1716–1726 Unteroffizierin bei der schwedischen Armee, war mit einer Frau verheiratet                                                  |
| N.N.                                             | Aal der Dragoner                                   |         | vor 1710            | |
| Maria van Antwerpen                              | Jan van Ant / Machiel van Hantwerpen               | 1719    | 1781                | Niederländische Armee, Cross-Dresserin, war zweimal mit Frauen verheiratet                                                            |
| Elisa Servenius                                  |                                                    | 18. Jh. |                     | Finnischer Krieg zwischen Schweden und Russland 1808–1809                                                                             |
| Renée Bordereau                                  | Langevin                                           | 1770    | 1828                | Frankreich; royalistische Rebellin |
| Anna Maria Christmann                            | Thomas Christmann                                  | 1697    | 1761                | württembergischer Musketier im 1. Türkenkrieg                                                                                         |
| Marie-Angélique Duchemin                         |                                                    | 1772    | 1859                | 42. Infanterieregiment, Korsika; durfte offiziell männliche Uniform tragen, Ritter der Ehrenlegion                                    |
| Gertruid van Duiren                              |                                                    |         |                     | 1748 Niederländische Armee |
| Nadeschda Andrejewna Durowa                      | Alexander Durow                                    | 1783    | 1866                | russische Kavallerie; nach Enttarnung offiziell als Frau zum Offizier befördert                                                       |
| Marie-Thérèse Figueur                            |                                                    | 1774    | 1861                | napoleonische Armee |
| Maria van de Gijessen                            | Claes van de Gijessen                              |         |                     | 1741–1743 Niederländische Armee |
| Brita Hagberg                                    | Petter Hagberg                                     | 1756    | 1825                | Diente in der schwedischen Armee im Russisch-Schwedischen Krieg 1788–1790                                                             |
| Phoebe Hessel                                    |                                                    | 1713    | 1821                | Diente als Soldat in der britischen Armee, um bei ihrem Mann sein zu können                                                           |
| Johanna Sophia Kettner, auch Anna Sophia Köttner | Johann Kettner                                     | 1722    | 1802                | Hagenbachsches Infanterieregiment der kaiserlichen (österreichischen) Armee; Feldwebel                                                |
| Mary Lacy                                        | William Chandler                                   | um 1740 | 1801                | Matrose der Royal Navy in England. Veröffentlichte Memoiren („The Female Shipwright“, 1773)                                           |
| Marie-Jeanne Lamartiniére                        |                                                    | 18. Jh. |                     | Haitianische Armee |
| Catharina Margaretha Linck                       | Anastasius Lagrantinus Rosenstengel                | 1687    | 1721 (hingerichtet) | Musketier im Spanischen Erbfolgekrieg                                                                                                 |
| Dorothea Maria Lösch                             | -                                                  | 1730    | 1799                | Kapitän zur See während des Russisch-Schwedischen Kriegs 1788–1790. Erste Frau, die offiziell den Rang eines Kapitäns zur See erhielt |
| Eleonore Prochaska                               | August Renz                                        | 1785    | 1813                | Lützowsches Freikorps |
| Mary Ralphson                                    |                                                    |         |                     | 1745 Schottische Armee |
| Margareta Reymers                                |                                                    | 18. Jh. |                     | Diente in der niederländischen Flotte. Flog durch ihre Schwangerschaft auf                                                            |
| Carin du Rietz                                   |                                                    | 1766    | 1788                | Soldat bzw. erste Frau in der königl. schwedischen Wache. Offenbarte ihr wahres Geschlecht König Gustav III.                          |
| Deborah Sampson Gannett                          | Robert Shurtliff Sampson (ihr verstorbener Bruder) | 1760    | 1827                | Kontinentalarmee |
| Francesca Scanagatta                             | Franz Scanagatta                                   | 1776    | 1865                | Österreich, Offizier der kaiserlichen Armee                                                                                           |
| Marie Schellinck                                 |                                                    | 1757    | 1840                | französische Armee (1792–1796) |
| Hannah Snell                                     | James Gray (der Name ihres Schwagers)              | 1723    | 1792                | 18. Jh. Worcester |
| Mary Anne Talbot                                 | John Taylor                                        | 1778    | 1808                | Matrose und Trommler, Schlacht bei Valenciennes (1793)                                                                                |
| Margaret Thompson                                | George Thompson                                    |         |                     | 1781 Britische Marine |
| Hannah Witneg                                    |                                                    |         |                     | Diente in den 1760er-Jahren im Royal Marine Corps                                                                                     |
| Joanna Żubr                                      |                                                    | 1770    | 1852                | Herzogtum Warschau |

## 19. Jahrhundert
| Name                       | Alias                      | geb.         | gest.     | Militärdienst |
| -------------------------- | -------------------------- | ------------ | --------- | --- |
| Eliza Allen                | George Mead                | 1826         |           | Mexikanisch-Amerikanischer Krieg |
| Giuseppina Negrelli        | Giuseppe Negrelli          | 1809         |           | Tiroler Volksaufstand |
| James Miranda Stuart Barry | James Miranda Stuart Barry | um 1789–1799 | 1865      | geb. als Margaret Ann Bulkley (Transgender); Arzt in der britischen Armee, diente in Indien und Kapstadt, Malta, Korfu, Jamaika und Kanada. Befördert zum „Inspector General“                          |
| Mollie Bean                |                            |              |           | Amerikanischer Bürgerkrieg, 1865 in Männerkleidung aufgegriffen und verhaftet, Teilnehmer(in) der Schlacht von Gettysburg, bekannt geworden durch den Roman „The Guns of the South“ (Harry Turtledove) |
| Malinda Blalock            | Samuel „Sammy“ Blalock     | 1839/42      | 1901/03   | Amerikanischer Bürgerkrieg |
| Florena Budwin             |                            |              | 1865      | Amerikanischer Bürgerkrieg; erste Frau, die für ihre Verdienste auf dem Nationalfriedhof von Florence bestattet wurde                                                                                  |
| Albert Cashier             | Albert Cashier             | 1843         | 1915      | geb. als Jennie Irene Hodgers (Transgender), 95. Infanterie von Illinois unter Ulysses S. Grant |
| Lizzie Compton             | Jack Compton               | um 1847      | nach 1864 | Amerikanischer Bürgerkrieg, 25. Infanterie von Michigan |
| Pauline Cushman            |                            | 1833         | 1893      | Amerikanischer Bürgerkrieg, Spion(in) in Männerkleidung, befördert zum „Brevet Major“ |
| Jane Dieulafoy             |                            | 1851         | 1916      | Kämpfte im Deutsch-Französischen Krieg 1870 in Männerkleidung, um bei ihrem Mann sein zu können. Später Frauenrechtlerin                                                                               |
| Sarah Emma Edmonds         | Franklin Flint Thompson    | 1841         | 1898      | Amerikanischer Bürgerkrieg, Spion(in) und Krankenpfleger(in) in der Unionsarmee |
| Louise Grafemus            | Louis Grafemus             | um 1785/86   | 1852      | Ostpreußische Landwehr 1813, Preußen |
| Maria Quitéria de Jesus    | José Medeiros              | 1792         | 1853      | Südamerikanische Unabhängigkeitskriege |
| Friederike Krüger          | August Lübeck              | 1789         | 1848      | Kolbergsches Infanterie-Regiment, Preußen |
| Mária Lebstück             | Karl                       | 1830         | 1892      | ungarische Freiheitskämpferin und Offizier |
| Anna Lühring               | Eduard Kruse               | 1796         | 1866      | Lützowsches Freikorps |
| Johanna Martens            |                            |              |           | 1838–1839 niederländische Armee, als Mann verkleidet, um bei ihrem Mann sein zu können |
| Rosalia Montmasson         |                            | 1823         | 1904      | italienische Freiheitskämpferin, Teilnehmerin am Zug der Tausend unter Giuseppe Garibaldi, Ehefrau von Francesco Crispi                                                                                |
| Dorothea Pichelt           | Theodor Pichelt            | 1790         | 1824      | Preußisches Freikorps Dragoner, 26. Regiment, Nordhausen/Magdeburg |
| Emilia Plater              |                            | 1806         | 1831      | Jäger von Wilkomir, Korps von Konstanty Parczewsky, Kapitän(in) 25. Linienregiment; durfte offiziell männliche Uniform tragen                                                                          |
| Eleonore Prochaska         | August Renz                | 1785         | 1813      | Lützowsches Freikorps |
| Anna Henryka Pustowojtowna | Michał Smok                | 1843         | 1881      | Kämpfte in Polen unter Marian Langiewicz |
| Mary E. Wise               | James Wise                 |              |           | Amerikanischer Bürgerkrieg |
| Laura J. Williams          | Lt. Henry Benford          |              |           | Amerikanischer Bürgerkrieg auf Seite der konföderierten Texaner, kämpfte in der Schlacht von Shiloh |
| Cathay Williams            | William Cathay             | 1844         | 1892      | Amerikanischer Bürgerkrieg, Rang eines „Private“ |

## 20. Jahrhundert
| Name                      | Alias                                 | geb.      | gest. | Militärdienst |
| ------------------------- | ------------------------------------- | --------- | ----- | --- |
| Milunka Savić             | Korporal Savić                        | 1888–1890 | 1973  | Zweiter Balkankrieg; Verkleidung wurde bei Behandlung einer Kriegsverletzung aufgedeckt, Dienst wurde fortgesetzt                  |
| Liesl Karlstadt           | Gefreiter Gustl                       | 1892      | 1960  | Zweiter Weltkrieg, Gebirgsjäger; Tragtierebetreuung ab 1941, Verkleidung wurde rasch aufgedeckt, Dienst wurde fortgesetzt bis 1943 |
| Rimma Michailowna Iwanowa | Iwan Iwanow                           | 1894      | 1915  | Verkleidung wurde rasch aufgedeckt, Dienst fortgesetzt im frontunmittelbaren Sanitätsdienst                                        |
| Wanda Gertz               | Kazimierz Żuchowicz                   | 1896      | 1958  | Zweite Batterie des I. Artillerieregiments der I. Brigade der Polnischen Legionen                                                  |
| Stephanie Hollenstein     | Stephan Hollenstein                   | 1886      | 1944  | Österreich, Erster Weltkrieg |
| Dorothy Lawrence          | Denis Smith                           | 1896      | 1964  | Erster Weltkrieg, Britische Infanterie; die Reporterin gab sich nach 10 Tagen als Frau zu erkennen                                 |
| Viktoria Savs             | Victor Savs                           | 1899      | 1979  | Österreich, Erster Weltkrieg |
| Thusnelda Wolkenstein     | Thusnelda Wolkenstein, geb. Kolbinger | 1888      | 1983  | Österreich, Erster Weltkrieg |

## Rezeption
Literatur
- 1882: Gustav Adolfs Page, Novelle von Conrad Ferdinand Meyer
- 1934: Schwarzer Jäger Johanna, Roman von Georg von der Vring
- 1999 ff.: Im Zeichen der Löwin, Fantasyromanreihe von Tamora Pierce
- 2003: Weiberregiment, Fantasyroman von Terry Pratchett
- 2012: Die Sturmreiterin, Roman von Bernhard Hennen

Filme
- 1934: Schwarzer Jäger Johanna von Johannes Meyer
- 1960: Gustav Adolfs Page von Rolf Hansen
- 1998: Mulan, von Tony Bancroft und Barry Cook

Musik
- 1815: Ludwig van Beethoven komponierte zum Gedenken an Eleonore Prochaska eine Schauspielmusik (bestehend aus einem Krieger-Chor, einer Romanze, einem Melodram und einem Trauermarsch; Werk ohne opus 96) zum (verschollenen) Schauspiel Leonore Prohaska von Friedrich Duncker